# Rechtvleugeligen
De rechtvleugeligen (Orthoptera) zijn een orde van gevleugelde insecten die bij het grote publiek beter bekend is als de krekels en sprinkhanen. Er zijn ongeveer 25.000 verschillende soorten die verdeeld worden in twee hoofdgroepen; de krekelachtige vormen (Ensifera of langsprietigen) en de sprinkhaanachtige vormen (Caelifera of kortsprietigen). Beide groepen zijn in de meeste gevallen duidelijk te onderscheiden.
De rechtvleugeligen onderscheiden zich uiterlijk van alle andere groepen van insecten door de rechte, lederachtige vleugels, de meestal langwerpige lichaamsbouw en lange voelsprieten en met name de sterk vergrote achterste poten die zijn aangepast om goed te springen. Sommige vertegenwoordigers lijken op soorten uit andere insectenordes en worden hiermee wel verward. Een aantal rechtvleugeligen is moeilijk te onderscheiden van insecten die behoren tot de wantsen (Heteroptera), de kakkerlakken (Blattodea) en de bidsprinkhanen (Mantodea).
Rechtvleugeligen komen wereldwijd voor en leven in de meest uiteenlopende biotopen; van zeer hete woestijnen in Afrika en tropische regenwouden in Zuid-Amerika tot de koude toendra's in het noorden van Azië. Veel soorten zijn omnivoor en eten zowel plantaardig voedsel als kleine ongewervelden, andere soorten zijn strikt herbivoor of juist felle jagers (carnivoor). In tegenstelling tot de meeste insecten zijn rechtvleugeligen strikt landbewonend, geen enkele soort heeft zich aangepast aan het water. In dit artikel worden de krekels en sabelsprinkhanen (Ensifera) aangeduid als de langsprietigen en de sprinkhanen (Caelifera) als de kortsprietigen.

## Uiterlijke kenmerken

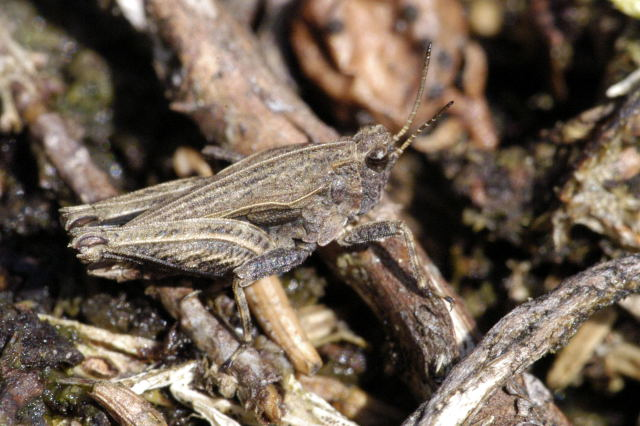
De meeste soorten zijn zeer goed gecamoufleerd, zoals het gewoon doorntje (Tetrix undulata)

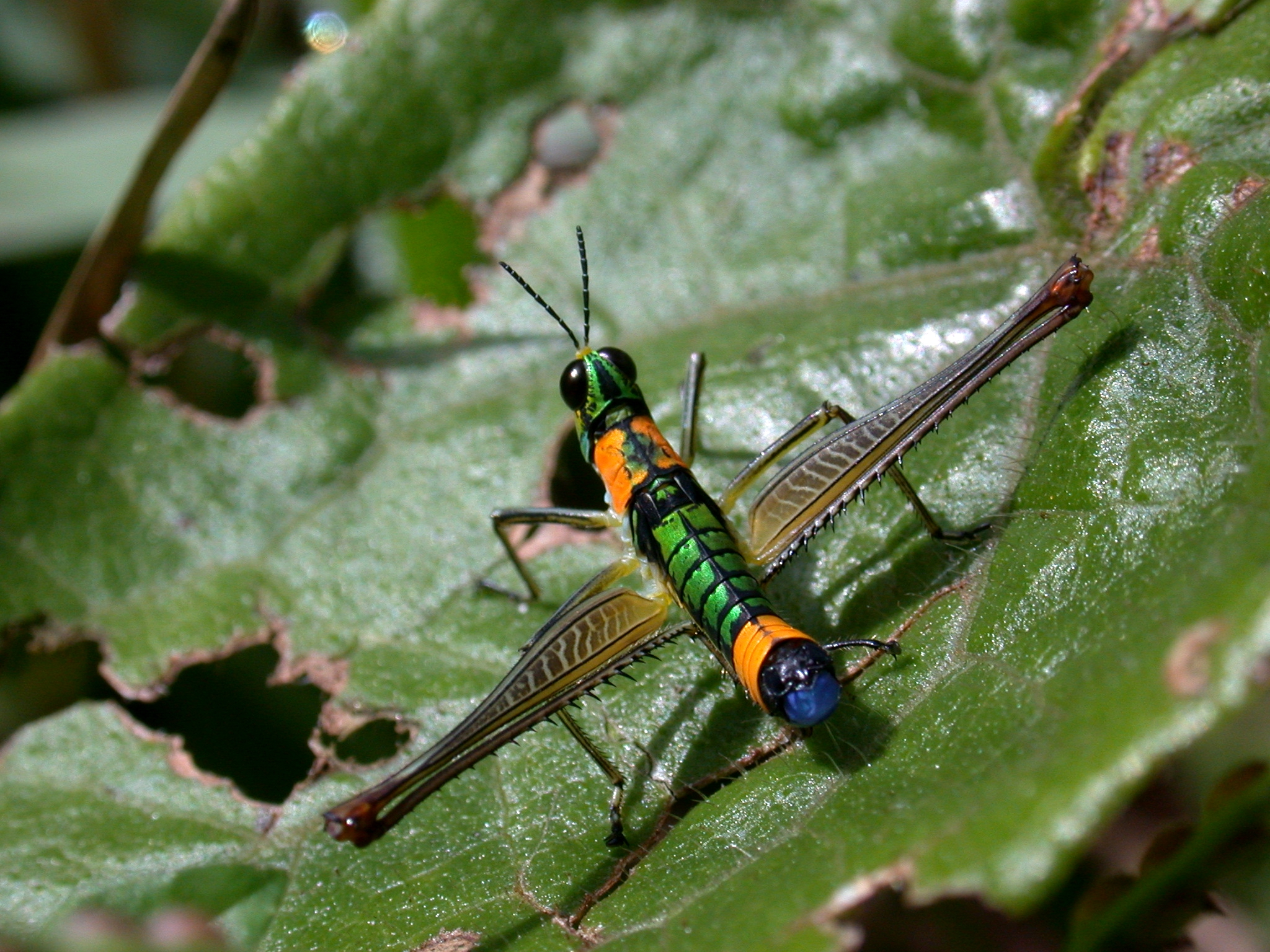
Sommige soorten zijn felgekleurd; deze soorten zijn meestal oneetbaar. Afgebeeld is een soort van het genus Eumastax.

De grootte van sprinkhanen en krekels varieert sterk; de dwergsoorten worden niet langer dan 5 millimeter, de grootste soorten kunnen een lengte van meer dan 15 centimeter bereiken. De grootst bekende soort is de sprinkhaan Macrolyristes corporalis uit Maleisië; deze soort heeft inclusief de antennes een lichaamslengte van 35 centimeter waarvan de antennes 12 cm beslaan, het lichaam is 13 cm en de achterpoten kunnen uitgeklapt een lengte bereiken van 16 cm. Ook de soorten uit het geslacht Siliquofera worden erg groot en kunnen 13 centimeter bereiken. Deze soorten komen voor in Australië. Op Nieuw-Zeeland komen de reuzenweta's voor, een groep langsprietigen uit het geslacht Deinacrida. Deze soorten zijn net als veel andere endemische soorten in Nieuw-Zeeland relatief groot. Ze hebben de ecologische rol van de knaagdieren (zoals muizen) overgenomen. Ze kunnen een lengte van 10 cm bereiken en er is een exemplaar gevangen met een gewicht van 70 gram waarmee ze tot de zwaarste insecten ter wereld behoren. De sprinkhaan Tropidacris dux heeft enorme vleugels en lijkt in vlucht meer op een vogel dan op een insect.
De rechtvleugeligen worden verdeeld in de sprinkhaanachtigen die tot de kortsprietigen (Caelifera) worden gerekend en de krekelachtigen die tot de langsprietigen (Ensifera) behoren. Het onderscheid is ondanks de Nederlandse benaming echter niet gebaseerd op de lengte van de antennes, maar op de bouw van het vrouwelijke geslachtsorgaan. Alle vrouwtjes hebben een zogenaamde legbuis of ovipositor, die geschikt is om de eieren diep in het substraat af te zetten. Bij de sprinkhanen bestaat deze legbuis uit een hoog ontwikkelde, uitstulpbare ovipositor, bij de krekels en sabelsprinkhanen echter bestaat het vrouwelijke eilegapparaat uit een niet-intrekbaar uitsteeksel dat de vorm heeft van een zwaard of sabel. De wetenschappelijke namen van Ensifera en Caelifera betekenen respectievelijk sabeldragend en beiteldragend wat naar het eilegapparaat verwijst.
De meeste soorten zijn groen of bruin van kleur, een aantal soorten heeft gele, rode, paarse of zwarte kleuren. Treksprinkhanen hebben een onopvallende basiskleur maar veranderen drastisch van kleur in het zwermende stadium. Rechtvleugeligen die in struiken en bomen leven - tussen de bladeren - hebben vaak een vlekkentekening terwijl soorten die in graslanden leven - tussen de stengels - vaak een lijnentekening hebben. Alle krekels en sprinkhanen hebben gemeen dat ze een zeer goed ontwikkeld achterste potenpaar bezitten.
Lang- en kortsprietigen verschillen onderling enigszins in lichaamsbouw; krekels zijn meestal neerwaarts afgeplat terwijl sprinkhanen juist zijdelings zijn afgeplat. Langsprietigen zijn daarnaast - de sabelsprinkhanen uitgezonderd - meestal niet groen van kleur maar bruin of zwart.
De rechtvleugeligen hebben duidelijk sterk vergrote achterpoten en relatief lange en dunne antennes. Bij de kortsprietigen zijn de antennes uit minder dan 30 geledingen opgebouwd en ze zijn korter dan het lichaam. Bij de langsprietigen is het aantal segmenten groter dan 30 en zijn de antennes draadachtig en veel langer dan het lichaam. Een ander onderscheidend kenmerk is het vermogen tot springen; langsprietigen zijn geen beste springers in vergelijking met de kortsprietigen. Ook hebben langsprietigen een uitwendige legboor, de kortsprietigen hebben een inwendig, telescopisch eilegapparaat.
Er zijn echter ook soorten die een afwijkend uiterlijk hebben, zoals de opmerkelijk gebouwde veenmol. Ook de mierenkrekels zijn door hun vleugelloze, afgeplatte en kleine lichaam gemakkelijk te verwarren met kakkerlakken. Een ander voorbeeld is de sterk afwijkende sabelsprinkhaan Saga pedo uit zuidelijk Europa. Er bestaan binnen de soort alleen vrouwtjes die zich vermenigvuldigen middels maagdelijke voortplanting of parthenogenese. Ze ontwikkelen onbevruchte eitjes die zich langzaam ontwikkelen en genetisch identiek zijn. Bovendien heeft deze soort tot grijporganen omgevormde voorpoten, waarmee prooien worden gevangen. Dit doet denken aan bidsprinkhanen, die echter tot een andere orde behoren.

### Kop
Rechtvleugeligen hebben een kop die direct opvalt door de aanwezigheid van lange voelsprieten. Met name de langsprietigen (Ensifera of krekels en sabelsprinkhanen) hebben antennes die soms twee tot drie keer zo lang zijn als de lichaamslengte. De voelsprieten worden niet alleen gebruikt als tastorgaan maar bevatten ook receptoren om voedsel op te sporen.
Rechtvleugeligen hebben vijf ogen, waarvan er drie op het voorhoofd gepositioneerd zijn en twee aan weerszijden van de kop. De drie oogjes op het voorhoofd zijn slecht ontwikkeld en klein; ze zijn bij veel soorten nauwelijks zichtbaar en ontbreken bij een aantal soorten zelf volledig. Deze zogenaamde ocelli kunnen waarschijnlijk alleen grove lichtverschuivingen waarnemen. De samengestelde facetogen aan de zijkanten van de kop zijn altijd duidelijk zichtbaar, met deze ogen worden voedsel en vijanden waargenomen.
De kaakdelen of mandibels bestaan uit twee paar onderkaken en twee paar bovenkaken die ingericht zijn om te kauwen. Alle sprinkhanen en krekels hebben mandibulaire kaken die gebouwd zijn om bijtende en kauwende bewegingen te maken. Dit is een belangrijk verschil met andere groepen van hemimetabole plantenetende insecten zoals wantsen en cicaden, die stekende en zuigende monddelen hebben. Een aantal soorten krekels heeft echter een zuigsnuit die kan worden uitgestoken bij het drinken en in rust wordt opgeborgen in de mond. Deze zuigsnuit lijkt wat op die van vliegen en is een vorm van convergente evolutie.
Zowel de onder- als de bovenkaken van rechtvleugeligen zijn voorzien van één paar gelede tasters die bij veel soorten duidelijk zichtbaar zijn. De tasters aan de bovenkaken worden de liptasters genoemd, die aan de onderkaken worden aangeduid met kaaktasters.

### Borststuk

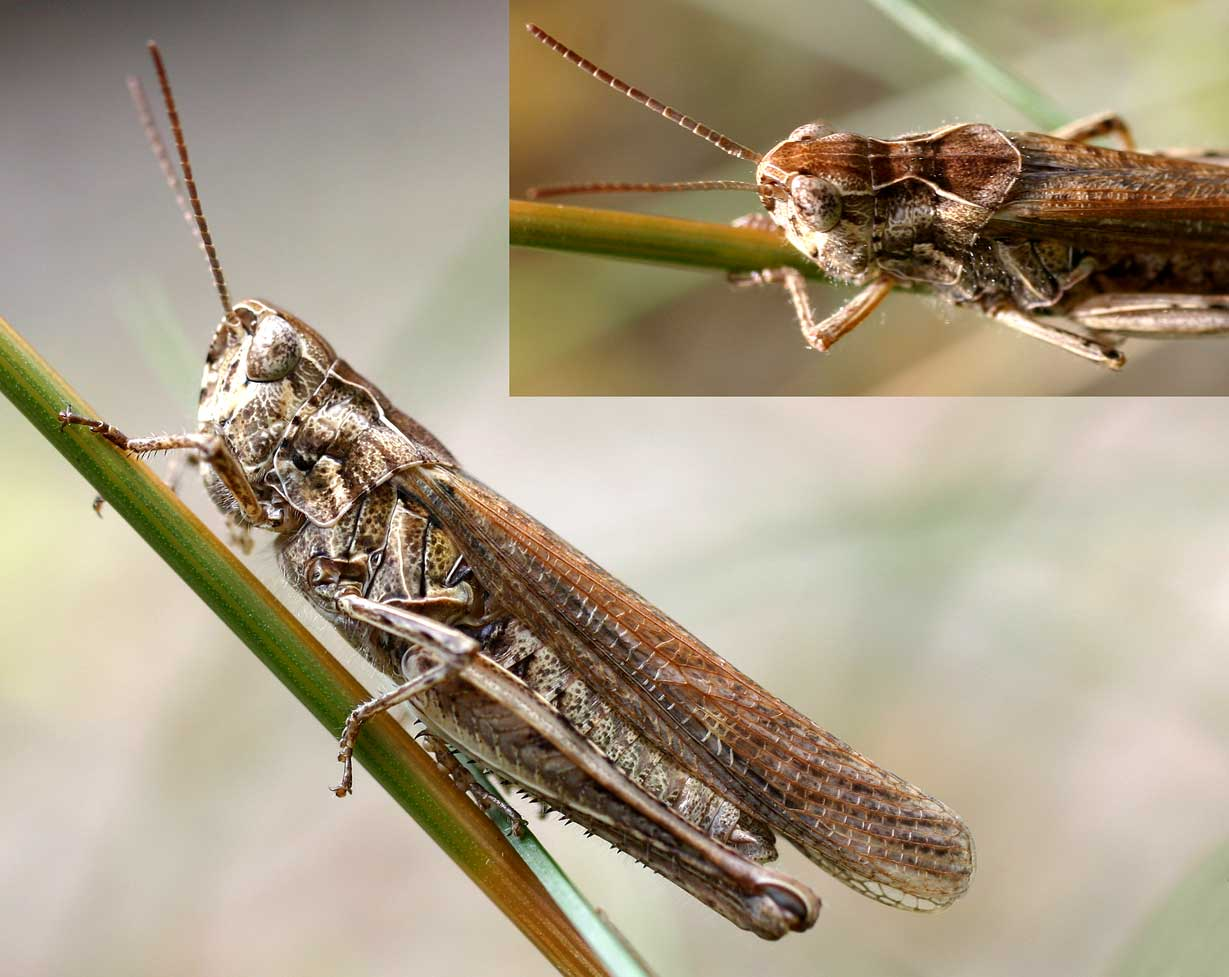
De vorm en grootte van het halsschild is een belangrijk determinatiekenmerk, hier de ratelaar (Chorthippus biguttulus).

Het borststuk van de rechtvleugeligen draagt zoals alle insecten de zes poten aan de onderzijde en de vier vleugels aan de bovenzijde. Het wordt aan de bovenzijde vrijwel geheel aan het zicht onttrokken door het halsschild of pronotum. Het halsschild is een sterk gepantserd schild dat aan weerszijden van het lichaam omlaag gekromd is en aan de achterzijde vaak uitsteekt over het achterlijf. Het halsschild groeit uit het eerste (voorste) borstsegment, het tweede borstsegment is bij rechtvleugeligen eveneens goed ontwikkeld maar het derde (achterste) segment is opvallend klein. Hierdoor worden de kwetsbare poot- en vleugelaanhechtingen beschermd.
Aan de vorm en grootte van het halsschild zijn veel soorten te herkennen. Bij de veldsprinkhanen heeft het halsschild vaak opstaande randen aan weerszijden die lijsten worden genoemd. Ze zijn vaak gekleurd en op een bepaalde manier gebogen of geknikt, wat per soort verschilt. Bij de doornsprinkhanen is het halsschild sterk verlengd en neemt de beschermende functie van de achtervleugels over. De achtervleugels zijn gedegenereerd tot kleine, schub-achtige flapjes net onder het basis van het halsschild.

#### Poten
De poot zit met de heup (coxa) vast aan het lichaam; de heup wordt van de dij gescheiden door de heupring of trochanter. De dij (femur) is vaak het langste deel van de poot en is verbonden met de scheen (tibia). Aan het uiteinde van de poot is de uit meerdere geledingen bestaande voet (tars) aanwezig met daaraan een klauwtje. Bij de langsprietigen is aan de bovenzijde van de scheen van de voorpoot de gehooropening zichtbaar, bij de kortsprietigen is deze op het achterlijf aanwezig. Een ander verschil is het aantal geledingen van de voet; bij de langsprietigen heeft deze vier segmenten, bij de kortsprietigen drie segmenten.
De drie paar poten zijn bij de meeste soorten steeds anders van vorm; de voorpoten zijn kort, de middelste poten zijn wat langer en de achterpoten zijn zeer goed ontwikkeld en sterk vergroot. Met de voorste en middelste poten kan alleen worden gelopen, de achterpoten hebben een sterk verbrede dij, wat veroorzaakt wordt door de hierin aanwezige spier die gebruikt wordt om te springen. Deze spier is zo´n duizend keer sterker dan een menselijke spier bij een vergelijkbaar gewicht. De sprong vindt plaats door met de sterke dijspier het kniegewricht, dat grotendeels bestaat uit een sterk veermechanisme, op spanning te brengen. Als het wordt ontspannen wordt de scheen razendsnel in het verlengde gebracht van de dij. De sprinkhaan wordt vervolgens gelanceerd en vouwt de vleugels uit, de sprong kan zo´n tien keer de lichaamslengte beslaan. De knie van de achterpoot is goed ontwikkeld en zo gebouwd dat deze niet 'door kan schieten' en de poot beschadigd raakt maar soms wordt er zoveel kracht gebruikt dat de achterpoot afbreekt. Alle zes de poten hebben bij de rechtvleugeligen steeds twee paar doornachtige uitsteeksels aan de achterzijde van iedere scheen. Met name die aan de achterpoten zijn vergroot wat een goede verankering geeft bij het springen zodat de achterpoten niet wegglijden bij de afzet.
Als een rechtvleugelige in het water terechtkomt, worden de achterpoten gebruikt om te zwemmen, al houden weinig soorten dat lang vol. Sommige soorten, zoals bepaalde doornsprinkhanen, kunnen zich echter goed op het wateroppervlak bewegen en zijn zelfs in staat om onder water te duiken bij gevaar. Naast springen en zwemmen worden de poten ook gebruikt om geluid te produceren, zie onder het kopje Communicatie.
Als een poot verloren gaat in het nimfstadium kan deze volledig worden geregenereerd als er nog verschillende vervellingen moeten worden doorlopen. Als een volwassen exemplaar een poot verliest groeit deze niet meer aan.

#### Vleugels
Sprinkhanen en krekels hebben in beginsel vier vleugels al zijn deze bij sommige soorten (sterk) gereduceerd of geheel verdwenen. De zichtbare voorvleugels zijn verhard; ze zijn in tegenstelling tot de vliezige en doorzichtige achtervleugels vaak gekleurd. De voorvleugels dienen als beschermende dekvleugels, analoog aan andere insecten zoals wantsen en kevers. De vliezige achtervleugels zijn de vleugels waarmee gevlogen wordt, ze worden in rust geplooid onder de voorvleugel opgevouwen. Net als andere meer ontwikkelde insecten zoals de vliesvleugeligen behoren de rechtvleugeligen hierdoor tot de Neoptera of nieuwvleugeligen.
De vleugels zijn alleen bij volwassen exemplaren ontwikkeld, de nimfen kunnen dus niet vliegen. Bij een aantal soorten zijn de vleugels gedegenereerd tot kleine vleugelstompjes die nauwelijks zichtbaar zijn en sommige soorten zijn geheel vleugelloos. Hierdoor zijn sommige gevleugelde soorten in het nimfstadium op het eerste gezicht te verwarren met volwassen exemplaren met kleine vleugelstompjes. Bij de nimfen echter liggen de achtervleugels nog boven de voorvleugels, wat een duidelijk onderscheid is met de volwassen exemplaren. Het komt ook voor dat binnen één soort zowel langgevleugelde als kortgevleugelde exemplaren voorkomen, wat de determinatie bemoeilijkt. Ieder paar vleugels heeft een andere bouw en functie; de in rust zichtbare vleugels worden de voorvleugels of tegmina genoemd. Ze zijn gekleurd ter camouflage of afschrikking en beschermen het eigenlijke vliezige vliegvleugels. Deze worden de achtervleugels genoemd en zijn bij de meeste soorten veel groter dan de voorvleugels. In rust worden ze in plooien opgevouwen onder de voorvleugels en worden daardoor meestal volledig aan het oog onttrokken.
Ondanks het feit dat de vliezige vliegvleugels bij de langvleugelige soorten soms een groot oppervlak bereiken, vliegen de meeste soorten maar zelden. Veel soorten kunnen hooguit een stuk fladderen na een sprong, waarbij een aantal soorten enkele tientallen meters kunnen afleggen. Dit komt doordat de achtervleugels vooral een stuwende functie hebben en geen opwaartse stuwing creëren, zoals ook voorkomt bij de cicaden. Een voorbeeld van een soort die goed kan fladderen is de grote groene sabelsprinkhaan die ook in Nederland en België voorkomt. Alleen de treksprinkhanen kunnen echte zwermen vormen maar alleen als ze een gedaanteverwisseling ondergaan waarbij onder andere de vleugels langer worden. Toch bewegen ook deze soorten zich voornamelijk springend voort.

### Achterlijf

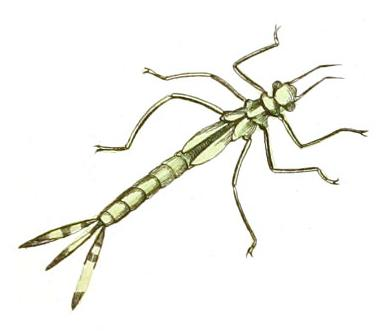
De gonapofysen of staartaanhangsels van een nimf van een juffer.

Het achterlijf bestaat uit ongeveer tien segmenten, bij de kortsprietigen is de gehooropening aan de basis van het achterlijf geplaatst, direct achter de achterpoten en daardoor moeilijk zichtbaar. Bij de langsprietigen is deze opening in de schenen van de voorpoten gepositioneerd. Zie voor de functie onder het kopje communicatie. Met name de achterste segmenten zijn van belang voor de herkenning van de soort en het geslacht. De achterlijfsaanhangsels of cerci zijn bij de rechtvleugeligen altijd ongesegmenteerd en bestaan uit een enkel deel. De vrouwtjes zijn altijd makkelijk van de mannetjes te onderscheiden omdat ze een legboor hebben, ook wel legbuis of ovipositor, die gebruikt wordt om de eieren af te zetten in een plant of in de bodem. Ook bij de kortsprietigen die geen uitwendige legbuis hebben is het onderscheid te maken door de aanwezigheid van de eilegkleppen van de vrouwtjes. De legbuis van sabelsprinkhanen is ontstaan uit drie gepaarde achterlijfsaanhangsels van het achtste en negende achterlijfssegment die de gonapofysen worden genoemd. De legbuis bestaat uit het bovenste buitenaanhangsel, het onderste buitenaanhangsel en middenin is het bovenste binnenaanhangsel aanwezig. Bij de krekels is deze laatste gonapofyse afwezig.
De zwaard- tot sabelvormige legbuis is ondanks het soms vervaarlijke uiterlijk nooit ontwikkeld tot een angel zoals bij de vliesvleugeligen het geval is. Geen enkele sprinkhaan of krekel kan dus steken.

## Communicatie

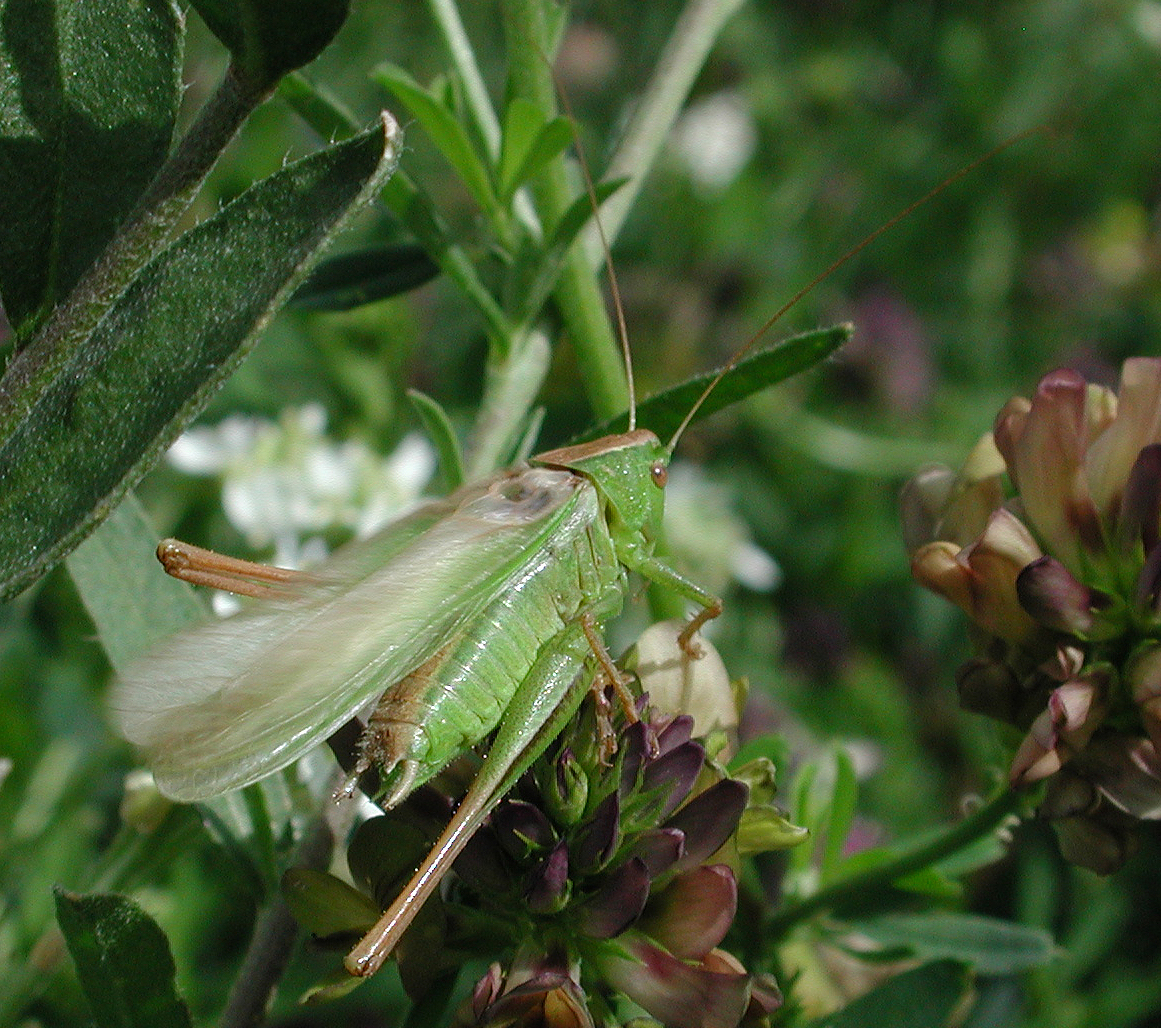
Stridulerend mannetje van de lichtgroene sabelsprinkhaan (Metrioptera bicolor)

Rechtvleugeligen gebruiken een vorm van communicatie om elkaar te lokken tijdens de voortplanting; het zogenaamde tjilpen. Rechtvleugeligen kunnen in beginsel allemaal geluiden maken en opvangen door verschillende gespecialiseerde lichaamsaanpassingen. Omdat de geluiden meestal geproduceerd worden door lichaamsdelen langs elkaar te strijken wordt het stridulatie genoemd. Sommige soorten hebben dit vermogen weliswaar verloren maar dragen altijd rudimentaire structuren.
Rechtvleugeligen maken soortspecifieke geluiden zodat ze elkaar kunnen herkennen en niet de verkeerde soort lokken. Bij vrijwel alle soorten zijn het de mannetjes die geluiden maken, maar een aantal soorten kent ook zingende vrouwtjes. Er zijn, afhankelijk van de groep waartoe een soort behoort, een aantal manieren om geluiden te produceren. De meeste soorten strijken (striduleren) de poot tegen de vleugel of de vleugels tegen elkaar wat stridulatie wordt genoemd maar er zijn ook andere methoden, de bekendste zijn:
- Stridulatie door de vleugels over elkaar te wrijven. De ene vleugel draagt een getande kam en de andere een verharde ader die over elkaar wordt bewogen zodat een raspend geluid ontstaat. Dit komt voor bij de meeste langsprietigen.
- Stridulatie door de achterpoot langs de vleugel te wrijven. Bij deze soorten draagt de poot een getande kam, die over een verharde vleugelader wordt gestreken. Dit komt voor bij de meeste kortsprietigen.
- Trommelen met de poten op een hard voorwerp. Een aantal soorten roffelt de poten op het substraat om een zoemend geluid te maken, voorbeelden zijn de boomsprinkhaan en de zuidelijke boomsprinkhaan.
- Trommelen met de poten tegen de vleugel. Dit geeft een hoog, tikkend geluid en komt voor bij onder andere de moerassprinkhaan.
- Knarsen met de kaakdelen. Een aantal soorten produceert een knarsend geluid door de kaakdelen over elkaar te bewegen.

De geluidsproductie wordt versterkt door rijen knobbeltjes of stekeltjes op de vleugels of poten. Veel soorten produceren een voor de mens duidelijk hoorbaar geluid maar bij een aantal soorten is de toonhoogte zo hoog dat het geluid onder het ultrageluid (ultrasoon) valt en niet hoorbaar is voor de mens.
De verschillende melodieën zijn simpel van compositie maar erg divers en kennen een breed scala aan piepende, zoemende, tikkende, ratelende, krassende, raspende of trommelende geluiden. Sommige soorten kennen een iets complexer geluid door verschillende geluiden door elkaar te maken, zoals een zoemend geluid met afwisselend stotterende (herhalende) tikgeluiden. Het zijn vrijwel altijd de mannetjes die de geluiden maken en als ze bezocht worden door een vrouwtje wordt bij de meeste soorten een baltsgeluid gemaakt, wat zachter is en qua compositie duidelijk verschilt met de lokroep. Mannetjes die dicht bij elkaar zitten proberen vaak boven elkaar uit te komen door hardere geluiden te produceren of de zang snel te herhalen. Bij sommige soorten wordt gestriduleerd bij gevaar en dient het geluid om vijanden af te schrikken.
Van veel soorten is bekend dat de frequentie van de tikkende en ratelende geluiden afhankelijk is van de temperatuur. De krekel Oecanthus fultoni kan zelfs worden gebruikt als thermometer door het aantal lokgeluiden in 7 seconden te tellen. Door 5 bij dit getal op te tellen verkrijgt men de temperatuur in graden Celsius.
- Voorbeelden van stridulatie van verschillende rechtvleugeligen
- Ratelaar (Chorthippus biguttulus)
- Greppelsprinkhaan (Metrioptera roeselii)
- Grote groene sabelsprinkhaan (Tettigonia viridissima)
- Huiskrekel (Acheta domesticus)

### Gehoor

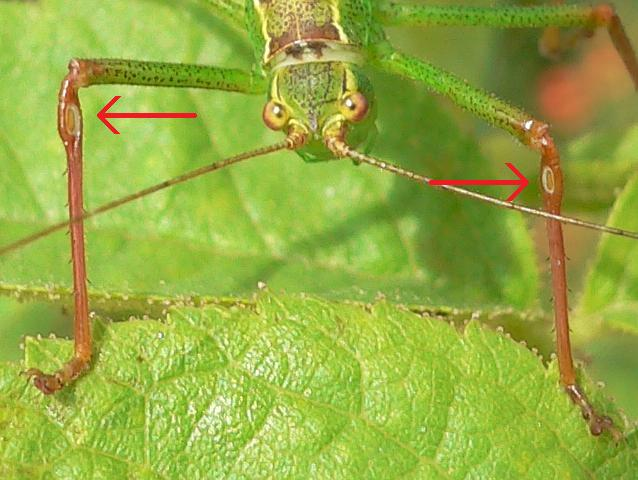
De gehoororganen van een sabelsprinkhaan liggen aan de bovenzijde van de schenen, hier aangegeven met rode pijlen.

Rechtvleugeligen hebben een voor insecten uitstekend gehoor. De gehoororganen staan in verbinding met en zijn ontstaan uit de ademhalingsorganen van het lichaam en waren ooit onderdeel van het tracheeënstelsel. Net als alle insecten ademen rechtvleugeligen niet door longen maar door een stelsel van dunne buisjes en kamertjes, die de zuurstof in de lucht direct naar de cellen brengen. Twee van deze kamertjes hebben zich tot gehoororganen ontwikkeld.
De zogenoemde tympanische organen (voorzien van een trommelvlies) zijn op een bij dieren wat ongebruikelijke plaats gepositioneerd; namelijk niet in de kop maar op de voorpoten of het achterlijf. Bij de langsprietigen zijn ze vaak redelijk goed te zien aan het scheenbeen van de voorpoot, net onder de knie. Bij de kortsprietigen zijn de openingen aan de voorzijde van het achterlijf gepositioneerd, vlak achter de achterpoot. De gehooropeningen zijn klein en daardoor moeilijk zichtbaar en ze worden bovendien aan het zicht onttrokken door de sterk verbrede dij. De gehooropening bestaat uit een holte waarin trillingsgevoelige receptoren aanwezig zijn die geluidstrillingen omzetten in een signaal naar de twee gehoorzenuwen, soms is de opening deels afgesloten.
Rechtvleugeligen kunnen frequenties produceren van 6000 tot 100.000 trillingen per seconde. Het laatste ligt ver boven de menselijk gehoorgrens. Veel soorten maken daarnaast geen geluid maar trillingen of maken zulke zwakke geluiden dat ze voor het menselijk oor niet waar te nemen zijn. Bij het in kaart brengen van dergelijke soorten in het veld is daardoor een vleermuisdetector nodig.
Zowel mannetjes als vrouwtjes hebben gehooropeningen, de vrouwtjes gebruiken ze om mannetjes op te sporen en de mannetjes kunnen zo rivalen waarnemen. Bij de langsprietigen hebben alle soorten twee gehooropeningen maar ze kunnen deze niet in stereo gebruiken om te bepalen waar het geluid vandaan komt, zoals de meeste dieren. Dit komt doordat de gehoororganen aan de poten gelegen zijn, aan de bovenzijde van de scheen, en daardoor tijdens het lopen steeds van positie veranderen. Om toch een partner te kunnen vinden is ieder gehoororgaan afzonderlijk in staat om te bepalen waar het geluid vandaan komt. Bij de kortsprietigen zijn de gehoororganen gelegen aan weerszijden van de voorzijde van het achterlijf. Omdat de positie op het lichaam in tegenstelling tot de langsprietigen steeds dezelfde is, kunnen de kortsprietigen eenvoudig bepalen waar het geluid het sterkst is: het ene orgaan wordt altijd sterker geprikkeld dan het andere.

## Levenswijze
In tropische gebieden zijn rechtvleugeligen het gehele jaar door actief maar soorten die in meer gematigde gebieden voorkomen houden een jaarlijkse winterslaap of brengen de winter in het ei door om pas de volgende lente te verschijnen. In heel warme gebieden wordt tijdens de heetste tijd een diapauze doorgemaakt, een rusttoestand in de ontwikkeling. Deze wordt pas opgeheven als de omstandigheden verbeteren, bijvoorbeeld na een regenbui. De eieren komen dan vaak gesynchroniseerd uit, soms in grote aantallen.
Vrijwel alle soorten zijn goed gecamoufleerd en leven op de bodem of in de planten waar ze naar voedsel zoeken. Alle soorten zijn alleen bij zonnig weer actief en zoeken dan naar voedsel en een partner. Bij regenachtig weer wordt gescholen tussen de planten of op de bodem, krekels schuilen vaak in holletjes.
Een aantal soorten heeft een sterk gespecialiseerde levenswijze, zoals de ondergronds levende veenmollen. Andere soorten leven in grotten en zijn nagenoeg blind. De carolinabladroller is een nachtactieve soort die op bladluizen jaagt en zich overdag verstopt in een blad. De krekel knaagt een snee in het blad en rolt een deel letterlijk om zich heen. Vervolgens wordt het vastgelijmd met spinrag dat wordt geproduceerd door klieren in de kop. Iedere dag wordt zo een nieuwe schuilplaats gebouwd. Een andere bijzondere soort is de mierenkrekel (Myrmecophilus acervorum), die leeft in de nesten van mieren. De krekel komt nooit bovengronds en heeft het vermogen tot stridulatie verloren.

## Voortplanting en ontwikkeling

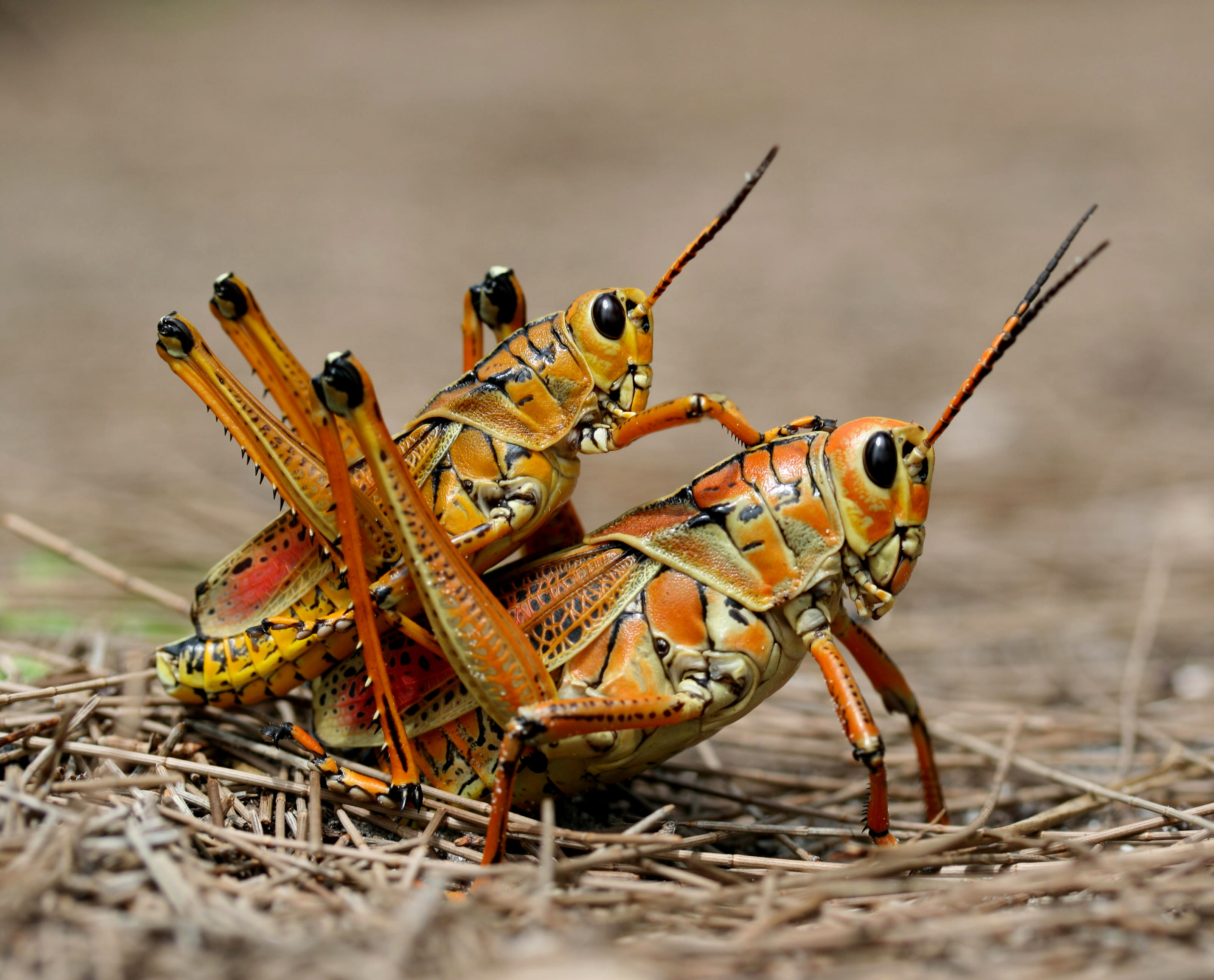
Parende regenboogsprinkhanen (Romalea guttata)

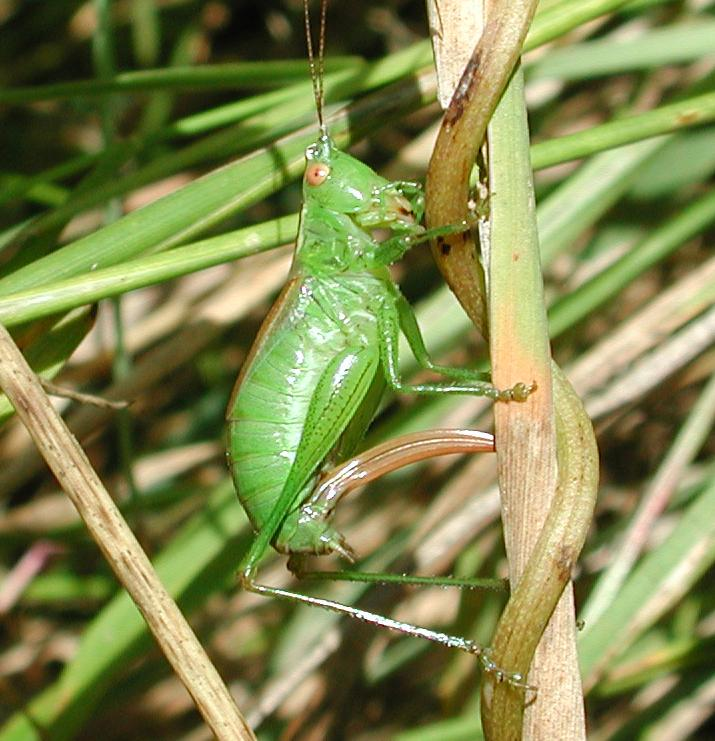
Sabelsprinkhanen (hier het gewoon spitskopje) gebruiken de legbuis om de eieren af te zetten in planten.

Rechtvleugeligen zijn zonder uitzondering eierleggend. Omdat ze een onvolledige gedaanteverwisseling hebben, behoren ze tot de Exopterygota (ook wel: Hemimetabola). Dit betekent dat de juvenielen niet in één keer drastisch veranderen, zoals bij de kevers of de vlinders die een larvestadium kennen, maar al bij de geboorte op hun ouders lijken en steeds meer van de volwassen kenmerken krijgen. Ze veranderen hierbij in kleine stapjes, die de nimfstadia worden genoemd. Aan het eind van ieder stadium volgt een vervelling (wetenschappelijk: ecdysis) waarna het volgende stadium begint. Na de laatste vervelling verschijnen de vleugels en zijn de geslachtsorganen volledig ontwikkeld waarna het dier volwassen is, kan vliegen en zich kan voortplanten.

### Paring
Mannetjes en vrouwtjes zijn seksueel sterk dimorf wat zich uit in de kortere antennes bij de vrouwtjes en daarnaast het bezit van een eilegapparaat en een over het algemeen groter lichaam. Een grotere lichaamslengte is gebruikelijk bij vrouwelijke insecten opdat ze meer eitjes kunnen dragen.
Voorafgaand aan de paring voeren rechtvleugelige vaak baltsrituelen uit. Het mannetje van het knopsprietje (Myrmeleotettix maculatus) bijvoorbeeld zwaait ritmisch met zijn antennen en een dergelijk gedrag is bekend van de rosse sprinkhaan (Gomphocerippus rufus).
Tijdens de paring zit het mannetje boven op het vrouwtje zoals bij de meeste insecten. Rechtvleugeligen hebben soms ingewikkelde rituelen voorafgaand aan de bevruchting. Veel kortsprietigen kennen baltsgedrag en bij de krekelachtige sabelsprinkhanen zet het mannetje na de paring een gelei-achtig goedje af op de cloaca van het vrouwtje. Terwijl zij het goedje opeet krijgen de mannelijke geslachtscellen de tijd om zich te nestelen.

### Ei
Grootte, uiterlijk en ontwikkelingsduur van de eieren variëren per soort; sommige soorten hebben meer ronde eieren en andere meer langwerpige. Het ei kan alle mogelijke kleuren en patronen hebben, de eieren van sommige soorten zijn goed te herkennen. De eieren worden altijd middels een legboor afgezet, zodat ze diep in het substraat worden gebracht. Dit kan de bodem zijn maar veel soorten boren de legboor in plantendelen als stengels en bladeren. De eieren van sommige soorten worden bezocht door parasitaire sluipwespen die op hun beurt de eitjes afzetten in of op het ei van de sprinkhaan. De larve van de sluipwesp eet vervolgens het ei van de sprinkhaan op. Ook sommige keverlarven zoeken naar de eieren van rechtvleugeligen en als ze een eipakket tegenkomen gaat het geheel verloren.
De eieren van veel soorten zijn bestendig en kunnen extreme omstandigheden als kortstondige overstromingen en lichte vorst doorstaan. Veel soorten overwinteren als ei en komen in de lente tevoorschijn.

### Nimf
De juvenielen worden bij de insecten die een volledige gedaanteverwisseling (gedaanteverwisseling) kennen wel larve genoemd, maar bij insecten met een onvolledige gedaanteverwisseling zoals bij de rechtvleugeligen wordt het juveniele stadium met nimf aangeduid. Net als alle hemimatabole insecten doorlopen de nimfen ongeveer vijf tot zes stadia waarna ze volwassen zijn. Ze hebben dan volledig ontwikkelde vleugels en voelsprieten. Nimfen kunnen nooit vliegen en verspreiden zich dan ook niet ver.

### Imago
Alleen volwassen exemplaren onderscheiden zich door volledig ontwikkelde vleugels en geslachtsorganen en hebben daarnaast de maximale grootte bereikt omdat ze niet meer vervellen. Bij de meeste soorten zijn de ouderdieren al geruime tijd dood als hun eitjes uitkomen.
Volwassen sprinkhanen en krekels hebben een levensverwachting van enkele weken tot maanden. Slechts weinig soorten zijn meerjarig, een uitzondering zijn de op Nieuw-Zeeland endemische weta's.

## Ecologie
Rechtvleugeligen zijn een van de belangrijkste groepen van insecten vanwege het grote soortenaantal en het feit dat ze vaak in grote hoeveelheden voorkomen. Een aantal soorten leeft van planten die een belangrijke rol spelen in de voedselvoorziening van de mens, dergelijke soorten worden daardoor beschouwd als plaaginsecten. Sommige ondergronds levende soorten, zoals de veenmollen, knagen aan plantenwortels en zijn gehaat bij tuinders en beheerders van golfbanen. Sprinkhanen kunnen zich zo explosief vermenigvuldigen dat ze grote gebieden volledig kunnen kaalvreten. Vooral de treksprinkhanen zijn berucht omdat ze door vraat aanzienlijke economische schade kunnen aanrichten en al in de Bijbel worden beschreven als plaag die tot een grote hongersnood kan leiden.
Veel langsprietigen eten wel planten maar zijn meestal niet strikt herbivoor zoals veel kortsprietigen. Ze eten vaak aas of op planten levende insecten en zijn over het algemeen voor mensen nuttige dieren. De sabelsprinkhanen zijn een voorbeeld van rechtvleugeligen die grotendeels of soms zelfs volledig carnivoor zijn, zie ook onder het kopje voedsel.
Sprinkhanen en krekels zijn het belangrijkste basisvoedsel van een groot aantal dieren, vooral reptielen, vogels, insecten en andere geleedpotigen en een aantal zoogdieren. Zie voor dieren die veel krekels eten het kopje vijanden.

### Voedsel

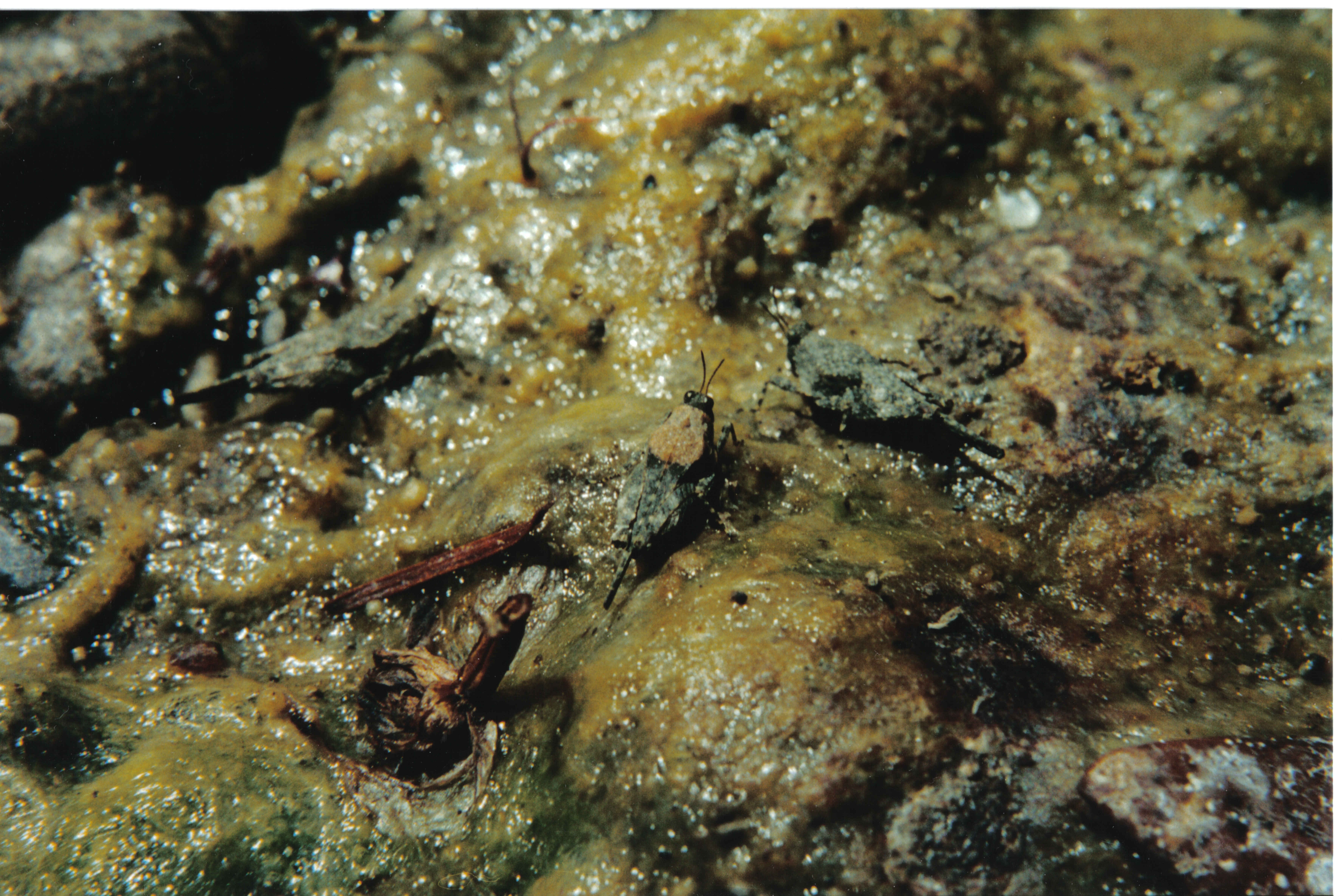
Doornsprinkhanen zijn gespecialiseerd in mossen en algen.

Rechtvleugeligen kunnen zowel omnivoor (alleseter), herbivoor (planteneter) als carnivoor (vleeseter) zijn. Dit is vaak afhankelijk van de groep, al zijn er uitzonderingen.
De meeste kortsprietigen zoals de veldsprinkhanen (familie Acrididae) zijn strikt plantenetend en eten meestal planten uit de grassenfamilie. De doorntjes (Tetrigidae) hebben zich gespecialiseerd in het eten van algen en mossen zodat ze in relatief vochtige gebieden voorkomen. Veel sabelsprinkhanen zijn alleseters en jagen op kleine ongewervelden die in planten leven maar nemen ook plantendelen op. Er zijn echter uitzonderingen zoals de greppelsprinkhaan, die herbivoor is en de boomsprinkhaan die juist uitsluitend op kleine diertjes jaagt. De krekels zijn in de regel echte scharrelaars die kleine diertjes en planten eten maar ook ander voedsel als paddenstoelen, detritus en fecaliën van andere dieren. Van sommige soorten is bekend dat het voedselpatroon gedurende het leven verschuift, een voorbeeld is de wrattenbijter. Deze sabelsprinkhaan eet als juveniel voornamelijk dierlijk materiaal, maar gaat naarmate het dier ouder wordt steeds meer plantaardig materiaal eten.
De meeste planteneters hebben een voorkeur voor een bepaalde plant of groep van planten en als deze ontbreken in een gebied komt de soort er niet voor. Slechts weinige planteneters eten veel verschillend plantensoorten. Een voorbeeld is de Noord-Amerikaanse sabelsprinkhaan Anabrus simplex die werkelijk alles eet wat op zijn pad verschijnt, waaronder 250 verschillende wilde planten en daarnaast vrijwel elke geteelde groente en zelfs kleine dieren. Ondanks het feit dat de soort nooit vleugels heeft, kan de krekel omvangrijke zwermen vormen waarbij grote schade wordt aangericht.
Om de prooi goed vast te houden hebben veel carnivore soorten vergrote rijen stekels aan met name de voorpoten. Enkele soorten, zoals de Zuid-Europese soort Saga pedo, hebben zelfs tot grijppoten omgebouwde voorpoten. Dit doet denken aan bidsprinkhanen die echter tot een andere orde van insecten behoren (Mantodea). De kaken van rechtvleugeligen zijn primitief van bouw maar goed ontwikkeld, door zowel bijtende als kauwende bewegingen te maken wordt het voedsel tot een papje verkleind.

### Vijanden

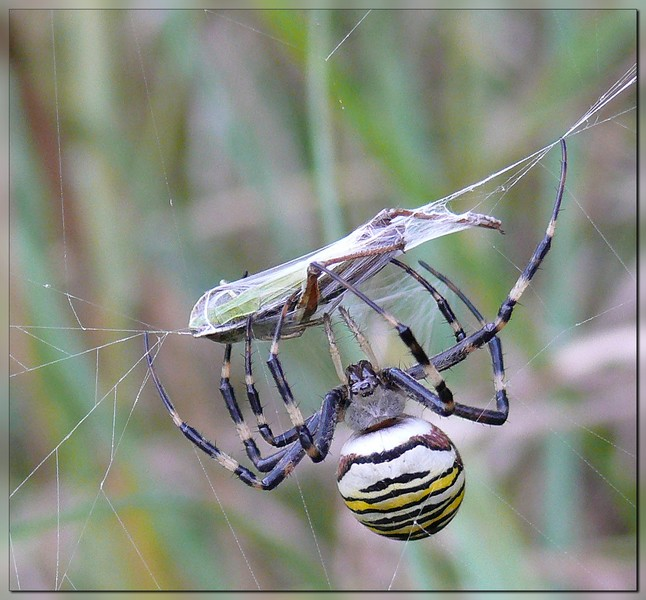
De wespspin is gespecialiseerd in het vangen van rechtvleugeligen, hier een vrouwtje met een buitgemaakte veldsprinkhaan.

Net als veel andere insecten hebben de rechtvleugeligen een breed scala aan vijanden, van vogels, amfibieën, reptielen en zoogdieren tot insecten en andere ongewervelden. Voorbeelden van amfibieën die krekels eten zijn vrijwel alle kikkers en veel grotere soorten salamanders. Insectenetende vogels als de klauwieren eten grote hoeveelheden rechtvleugeligen.
Ongewervelde vijanden zijn met name andere (rovende) sprinkhanen en krekels, bidsprinkhanen en grotere spinnen en schorpioenen. De wespspin (Argiope bruennichi) is zelfs sterk gespecialiseerd op het vangen van rechtvleugeligen; het web is erg sterk om zwaardere prooien te kunnen dragen en wordt bovendien laag bij de grond gebouwd, meestal tussen de grashalmen zodat vooral springende rechtvleugeligen worden gevangen.
De brughagedis, een uniek reptiel dat alleen nog op Nieuw-Zeeland voorkomt, leeft deels van de weta, een langsprietige die eveneens endemisch is op de eilandengroep.
Daarnaast zijn er verschillende parasieten die op rechtvleugeligen leven, waarvan er een aantal zeer gespecialiseerd is. Een bekend en goed onderzocht voorbeeld is de parasitaire haarworm Paragordius tricuspidatus, die specifiek op sprinkhanen en krekels leeft. Als de voortplantingstijd van de worm aanbreekt wordt het zenuwstelsel van de sprinkhaan beïnvloed waardoor de gastheer het water in springt en verdrinkt. De worm verlaat vervolgens zijn slachtoffer en gaat op zoek naar een partner. Als de sprinkhaan voortijdig zijn einde vindt door predatie, slaagt de worm er in een kwart van de gevallen in om zich uit de maag van de predator te bevrijden en kan zo ontsnappen.
Er is ook een schimmel die via het zenuwstelsel het gedrag beïnvloedt: Entomophthora gryllii, behorend tot de Entomophthorales, zorgt ervoor dat de aangetaste sprinkhaan naar de top van een plantenstengel klimt en daar sterft.

### Verdediging
| Dictyophorus spumans (paring)    |
| Verdedigingshouding van de weta. |

Rechtvleugeligen kennen meestal een passieve verdediging door hun onopvallende kleuren waarbij ze vaak volledig wegvallen tegen de ondergrond. Slechts enkele soorten vallen duidelijk op door felle kleuren; dergelijke soorten zijn doorgaans oneetbaar of giftig en hebben zogenaamde schrikkleuren (aposematische kleuren). Veel soorten hebben een verstevigd halsschild ter bescherming. Vooral de doornsprinkhanen zijn goed bepantserd; het halsschild loopt door tot het achterlijf en bedekt de achtervleugels. De voorvleugels zijn bij deze familie gereduceerd tot kleine schubachtige flapjes die aan de zijkant van het lichaam gelegen zijn.
Bij verstoring zal een sprinkhaan wegspringen en soms een stukje fladderen om verder te komen. Vanwege de goede camouflage zijn ze na de landing moeilijk te vinden. Grotere sabelsprinkhanen kunnen niet ver springen en blijven tot het laatste moment zitten en vluchten bij ontdekking naar de bodem. Krekels die op de bodem leven vluchten vaak weg onder objecten of in holletjes. De veldsprinkhanen zijn in absolute afstand de beste springers van het rijk der insecten. Een onvolwassen exemplaar kan al zo'n 50 centimeter afleggen, een volwassen krekel tot 60 cm en een volwassen veldsprinkhaan tot 75 cm. In relatieve afstand - in verhouding tot de lichaamslengte - leggen sprinkhanen en krekels het af tegen andere insecten zoals vlooien.
Bij aanraking ledigen veel soorten hun bittere maaginhoud over de verstoorder om af te schrikken waarbij geprobeerd wordt weg te springen. Als een poot wordt vastgehouden kan deze worden afgeworpen zodat het dier kan ontsnappen.
Sommige soorten leven op giftige planten en doordat ze het gif opnemen, worden ze zelf ook giftig voor andere dieren. Dergelijke soorten komen vooral voor in de tropen. De felgekleurde Dictyophorus spumans (zie afbeelding) is een voorbeeld van een dergelijke giftige soort met duidelijke aposematische kleuren. Het gif wordt verkregen uit de giftige planten uit het geslacht Asclepias die worden gegeten. Bij bedreiging wordt plotseling een felgekleurd, giftig schuim geproduceerd uit klieren bij de achterpoten dat dient om af te schrikken.
Enkele soorten maken gebruik van schrikkleuren bij verstoring, zoals de blauw- en de roodvleugelsprinkhaan. Deze soorten zijn onopvallend gekleurd, maar als ze wegspringen komen de felgekleurde vleugels tevoorschijn wat een schrikreactie kan opwekken bij vijanden.
Een aantal rechtvleugeligen gebruikt de stekels op de achterpoten voor de verdediging. Een voorbeeld is de weta uit Nieuw-Zeeland (zie afbeelding). Bij bedreiging worden de achterpoten omhoog gehouden zodat de stekels goed zichtbaar zijn. Als een vijand niet afdruipt worden schoppende bewegingen gemaakt die door de scherpe stekels vervelende wonden kunnen veroorzaken.

## Rechtvleugeligen en de mens

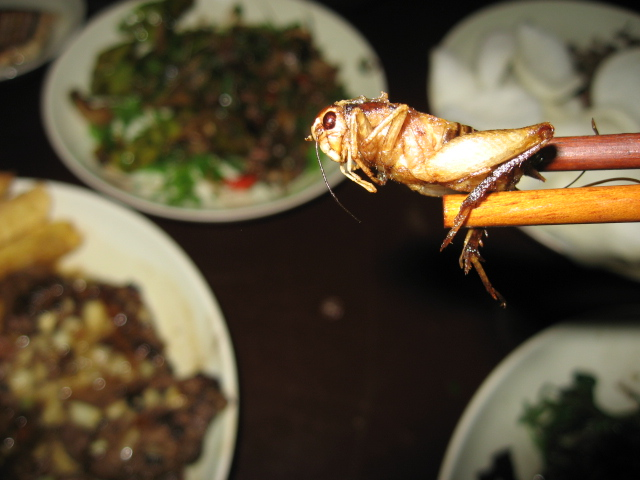
In grote delen van de wereld worden sprinkhanen gezien als voedsel.

Sprinkhanen worden wel beschouwd als bijzondere diertjes door de goede camouflage en de daarmee gepaard gaande onverwachte verschijning. Veel soorten zijn door hun grootte in vergelijking met andere insecten soms indrukwekkend. Ook het getjilp van sprinkhanen en krekels in velden en weiden is kenmerkend, al kan het verward worden met het geluid van cicaden.
De Orthoptera zijn de enige insecten die als koosjer worden beschouwd door de Joden. Hetgeen in de Bijbel geschreven staat, zou uitgelegd kunnen worden als zouden alle Orthoptera koosjer zijn behalve degene die niet kunnen springen, zoals de veenmol. De halakhische autoriteiten beschouwen echter slechts vier in Jemen voorkomende soorten koosjer. De verschillende krekels en sprinkhanen zijn relatief rijk aan eiwitten.
In de westerse wereld is het eten van rechtvleugeligen soms onderdeel van de militaire training, als overlevingsstrategie, maar is verder ongebruikelijk. In grote delen van Afrika en Azië worden rechtvleugeligen gezien als voedsel. Rauw zijn de dieren net als alle insecten vloeibaar van binnen maar eenmaal gekookt, geroosterd of gebakken hebben ze een meer vaste inhoud. Krekels en sprinkhanen zouden een noot-achtige smaak hebben.
Andere commerciële doeleinden waar verschillende krekels en sprinkhanen voor worden gebruikt zijn de diervoederindustrie, waarin vooral huiskrekels maar ook veldkrekels en treksprinkhanen in grote hoeveelheden worden opgekweekt om in gevangenschap gehouden dieren van voedsel te voorzien zoals reptielen en sommige vogels. Rechtvleugeligen worden voor het vangen van bepaalde vissen gebruikt als aas in de hengelsport. Ten slotte worden sommige soorten zelf ook wel in gevangenschap gehouden, vooral soorten die felle kleuren hebben.

### In gevangenschap
Verschillende soorten worden in gevangenschap gehouden voor verschillende doeleinden zoals het kweken als voedsel voor huisdieren. Een aantal soorten wordt echter zelf als huisdier beschouwd en in gevangenschap bestudeerd. Het betreft vaak de wat grotere soorten kortsprietigen zoals de Europese treksprinkhaan (Lucosta migrtatoria). Deze soort wordt vaak op scholen gehouden als huisdier, net als de wandelende tak. Ook de bont gekleurde woestijnsprinkhaan (Schistocera gregaria) is een populaire soort. Ook sommige langsprietigen worden wel gehouden, zoals de veldkrekel (Gryllus bimaculatus). Bij het houden van lang- en kortsprietigen dient rekening gehouden te worden met de verschillen in eisen die door de dieren worden gesteld. Veel langsprietigen zijn bodembewoners die bij lagere temperaturen leven en zich overdag verstoppen en pas 's nachts tevoorschijn komen. De meeste kortsprietigen warmen zich graag op in de zon en houden van hogere temperaturen, ze kunnen slecht tegen kou of tocht. Daarnaast moeten sprinkhanen ruimer worden gehuisvest zodat ze niet te pletter slaan tegen het glas bij het springen. Een uitzondering op bovenstaande zijn de sabelsprinkhanen; deze behoren tot de langsprietigen maar kunnen het best gehouden worden als kortsprietigen.
Kortsprietigen (sprinkhanen) zijn vaak herbivoor en moeten voorzien worden van verse planten als voedsel. Langsprietigen (krekels) zijn vaak alleseters en nemen zowel dierlijk als plantaardig materiaal op. Veel van deze soorten schuwen kannibalisme niet en eten kleinere soortgenoten op. Ook de eitjes moeten uit het terrarium worden verwijderd omdat ze anders niet lang overleven.

### Sprinkhanen zoeken

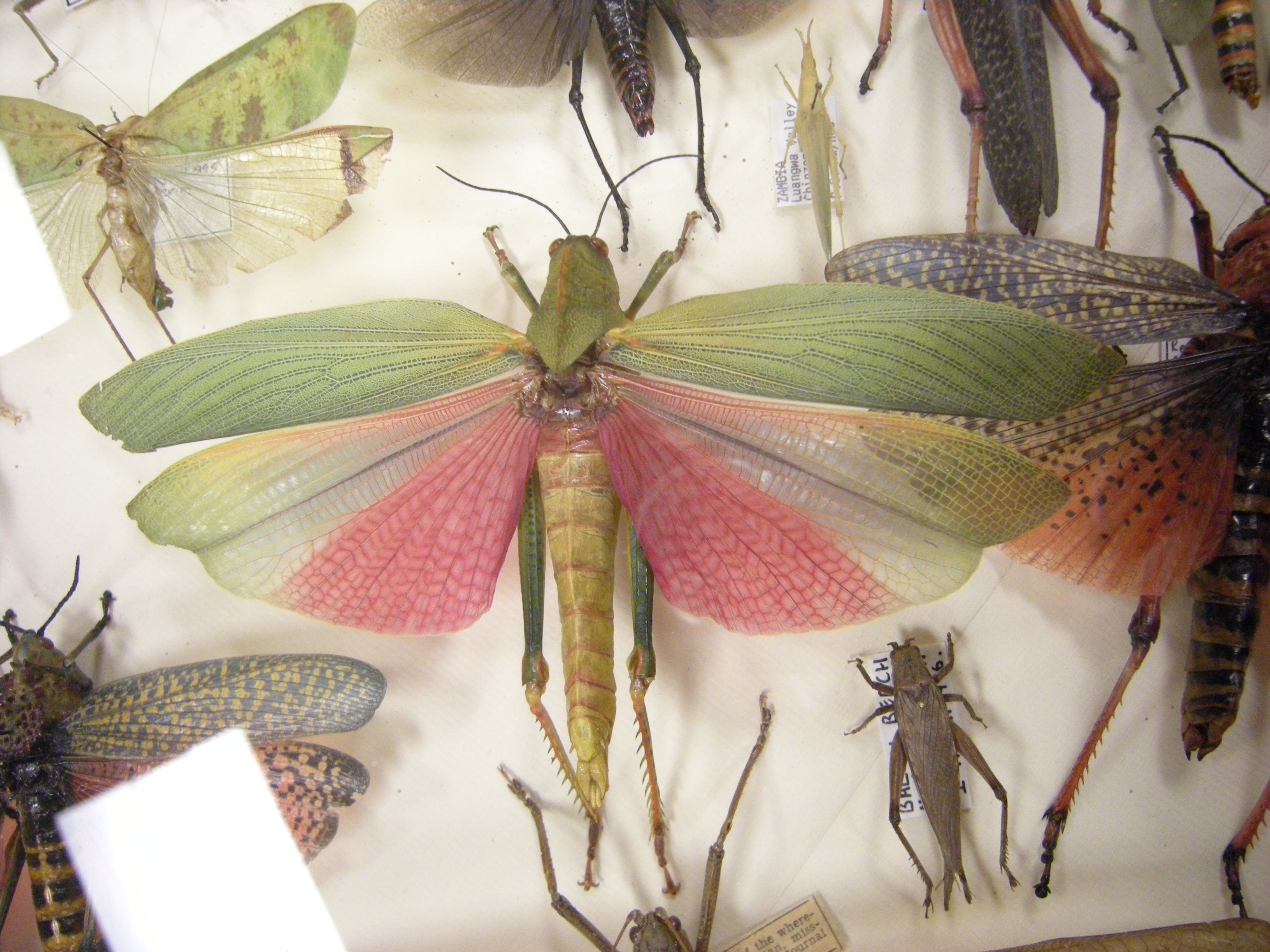
Gevangen sprinkhanen kunnen worden geprepareerd zodat een collectie kan worden aangelegd.

Het zoeken naar de verschillende sprinkhanen en krekels in een gebied kan een interessante en leerzame hobby zijn, waarbij het nog niet meevalt de dieren te ontdekken, te vangen of op naam te brengen. Veel soorten zijn op het geluid te vinden en soms zelfs te determineren maar een aantal soorten geeft een te zacht of een te hoog geluid dat voor mensen niet hoorbaar is. Voor deze soorten is een vleermuisdetector noodzakelijk. Dit apparaat dankt zijn naam aan het feit dat vleermuizen kunnen worden opgespoord aan de hand van het ultrasone geluid dat ze maken. Een vleermuisdetector leent zich echter ook uitstekend voor insecten als rechtvleugeligen en cicades. Sommige soorten als de doornsprinkhanen maken zelfs helemaal geen geluid en moeten op zicht gevonden worden.
Bij het in kaart brengen van de verschillende soorten rechtvleugeligen kunnen de dieren het best worden gevangen om ze op naam te brengen. De eenvoudigste methode is gericht te zoeken naar exemplaren in de vegetatie, maar sommige soorten zijn uitstekend gecamoufleerd en alleen zichtbaar als ze zich bewegen -iets wat de insecten dan ook zo min mogelijk doen. Daarom wordt vaak gesleept; met een net wordt de vegetatie uitgekamd waardoor sprinkhanen en andere insecten in het net terechtkomen en kunnen worden bestudeerd. Bodembewoners als krekels en boombewoners als boomsprinkhanen zullen echter niet worden aangetroffen. Om boomsprinkhanen te inventariseren kan op takken worden geklopt waarna de dieren vallen.
Een andere methode is de lichtval, waarbij 's nachts een lichtbron wordt opgezet waar verschillende soorten op af komen. De exemplaren kunnen dan rond de lichtbron worden verzameld. Een andere methode die kan worden gebruikt is de bodemval, waarbij een emmer of jampot in de bodem wordt begraven. Na enige tijd wordt deze op inhoud geïnspecteerd. De bodemvalmethode is met name populair bij het inventariseren van bodembewoners als krekels en is minder geschikt voor sprinkhanen, omdat ze maar zelden over de bodem lopen en bovendien gemakkelijk kunnen ontsnappen.

### In België en Nederland
In België en Nederland komen meer dan 60 soorten voor die met een goede veldgids niet moeilijk uit elkaar te houden zijn. Een aantal van deze soorten is niet inheems maar komt sporadisch voor als dwaalgast. In Nederland zijn 64 soorten waargenomen waarvan er 46 als inheems worden beschouwd. Een voorbeeld is de op de boomsprinkhaan gelijkende zuidelijke boomsprinkhaan, die eigenlijk in zuidelijk Europa leeft. Deze soort is ingevoerd met het transport van planten. Sommige soorten hebben zich gevestigd als exoot. Voorbeelden zijn de huiskrekel die in heel Nederland wordt ingevoerd als voedsel voor in gevangenschap gehouden dieren en de dierentuinkrekel die zich in Artis en het Dierenpark Emmen heeft gevestigd. Zie voor een lijst met alle in en rond België en Nederland levende soorten de lijst van rechtvleugeligen in België en Nederland.

## Naamgeving en taxonomie

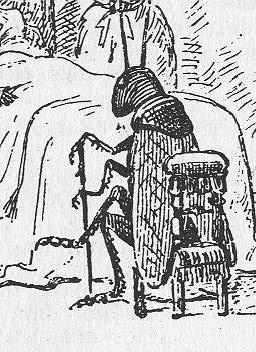
Japie Krekel uit het sprookje van Pinokkio is een bekende krekel.

De wetenschappelijke naam Orthoptera betekent letterlijk rechtvleugelig; orthos = recht en pteron = vleugel. De Nederlandse naam sprinkhaan verwijst naar het vermogen te springen en de naam krekel is afgeleid van het Middelnederlandse crēkel, dat verwijst naar het geluid. De Duitse taal gebruikt heuschrecken (hooi-springer) om sprinkhanen aan te duiden, in het Fries worden sprinkhanen met hipper aangeduid. In de Engelse taal wordt de term kathydid gebruikt voor sabelsprinkhanen, wat refereert aan het geluid dat ze maken; cathy-did.
De rechtvleugeligen zijn bekend vanaf het Carboon, zo'n 300 miljoen jaar geleden. Een van de bekendste echte sprinkhaanachtigen is Oedischia uit het Perm, zo'n 280 miljoen jaar geleden. De groep werd oorspronkelijk door Carl Linnaeus ingedeeld bij de kevers en werd later tot de halfvleugeligen toegewezen, waartoe de wantsen en andere snavelinsecten behoren. De indeling van de rechtvleugeligen is niet onomstreden, zo worden soms de wandelende takken en -bladeren (Phasmatodea) in de orde opgenomen. Onder andere door het ontbreken van ontwikkelde springpoten werden de wandelende takken en -bladeren lange tijd als aparte groep gezien, maar uit onderzoek blijkt dat ze toch meer aan de rechtvleugeligen verwant zijn.
Ook de kakkerlakken en de bidsprinkhanen worden soms tot de rechtvleugeligen gerekend. De oorwormen (Dermaptera) zijn eveneens verwant. De Caelifera en de Ensifera hebben een dusdanige onderlinge verwantschap en meer anciente afsplitsing van eerder genoemde andere groepen dat ze ondanks de verschillen sterker aan elkaar verwant zijn dan aan andere groepen. Volgens veel wetenschappers zijn langsprietigen echter sterker verwant aan de bidsprinkhanen en de kakkerlakken dan aan de kortsprietigen, wat de Orthoptera als groep parafyletisch maakt. De sprinkhanen zijn waarschijnlijk een oude afsplitsing van de krekelachtigen uit het Trias die nog steeds levende verwanten heeft.
De Nederlandse naamgeving van de rechtvleugeligen is soms eveneens verwarrend, de familie sabelsprinkhanen (Tettigoniidae) bijvoorbeeld zijn meer aan de krekelachtige langsprietigen verwant dan aan de sprinkhaanachtige kortsprietigen. Er zijn wel meer insecten die niet als een echte groep kunnen worden beschreven maar verdeeld zijn in twee subgroepen waarbij de ene groep op de andere lijkt in vergelijking met andere insecten maar er toch in belangrijke mate van verschilt. Een voorbeeld is de orde Odonata, die bestaat uit de relatief grof gebouwde libellen en de juist fijngebouwde juffers.
Tot de kortsprietigen behoren onder andere de doorntjes, de veldsprinkhanen en de treksprinkhanen. Bekende groepen van langsprietigen zijn de sabelsprinkhanen, de veenmollen, de boskrekels, de boomsprinkhanen en de sikkelsprinkhanen.
Onderstaand een indeling tot op familieniveau, de uitgestorven groepen zijn weggelaten. De indeling is gebaseerd op de Orthoptera Species File Online en is steeds aan verandering onderhevig; zo werd in 2007 nog een uitgestorven familie Brauckmanniidae benoemd.
Orde: Orthoptera (Rechtvleugeligen)
- Onderorde Caelifera
  - Infraorde Acrididea
    - Superfamilie-groep Acridomorpha
      - Superfamilie Acridoidea

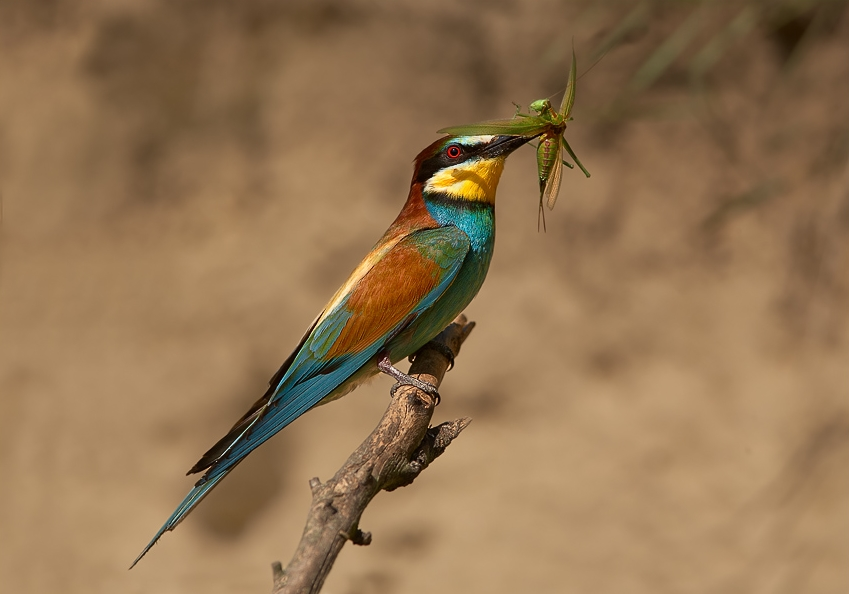
Europese bijeneter (Merops apiaster) met een buitgemaakte rechtvleugelige.

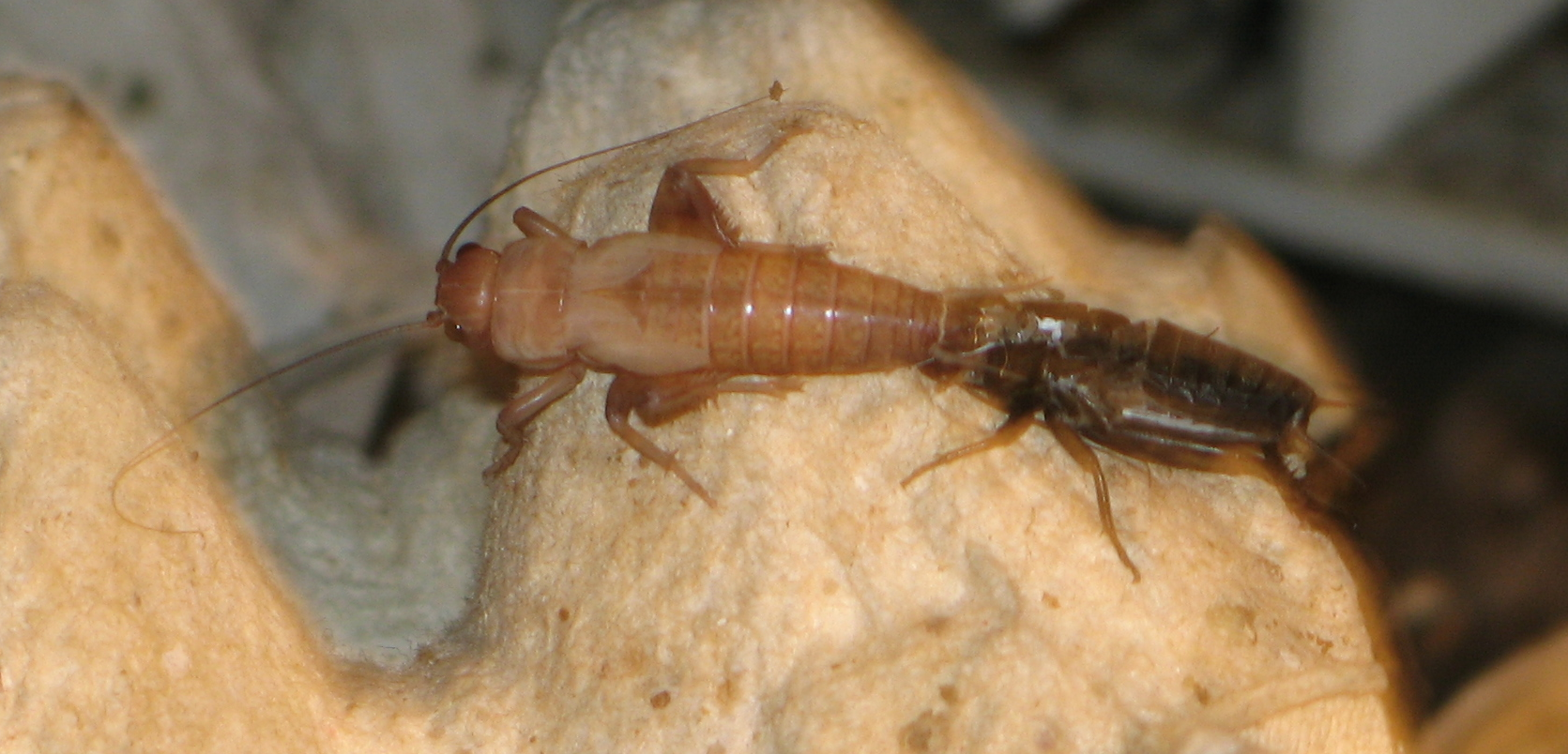
Vervelling van de krekel Gryllus bimaculatus.

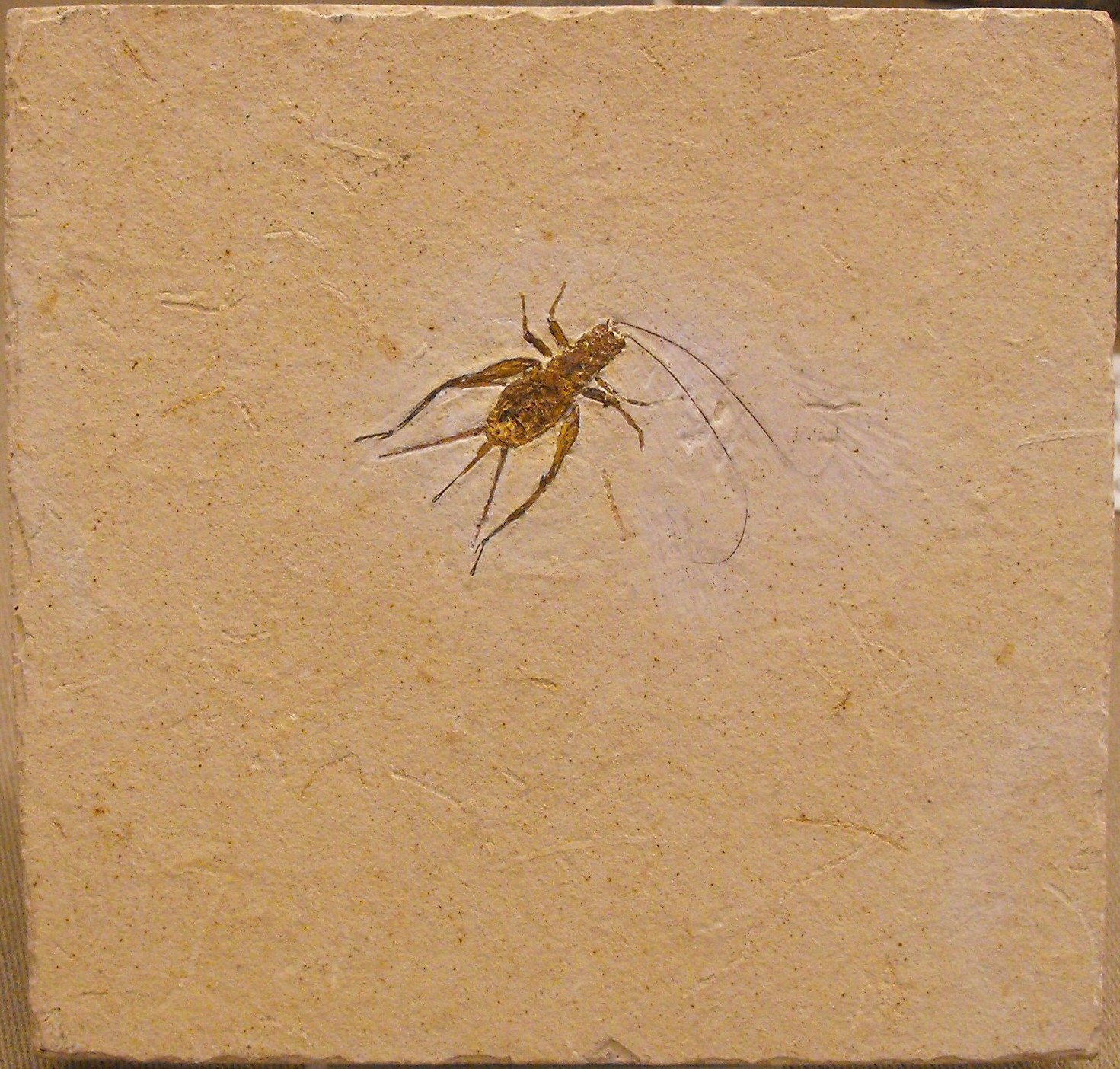
Een fossiele krekel uit het Krijt, Brazilië.

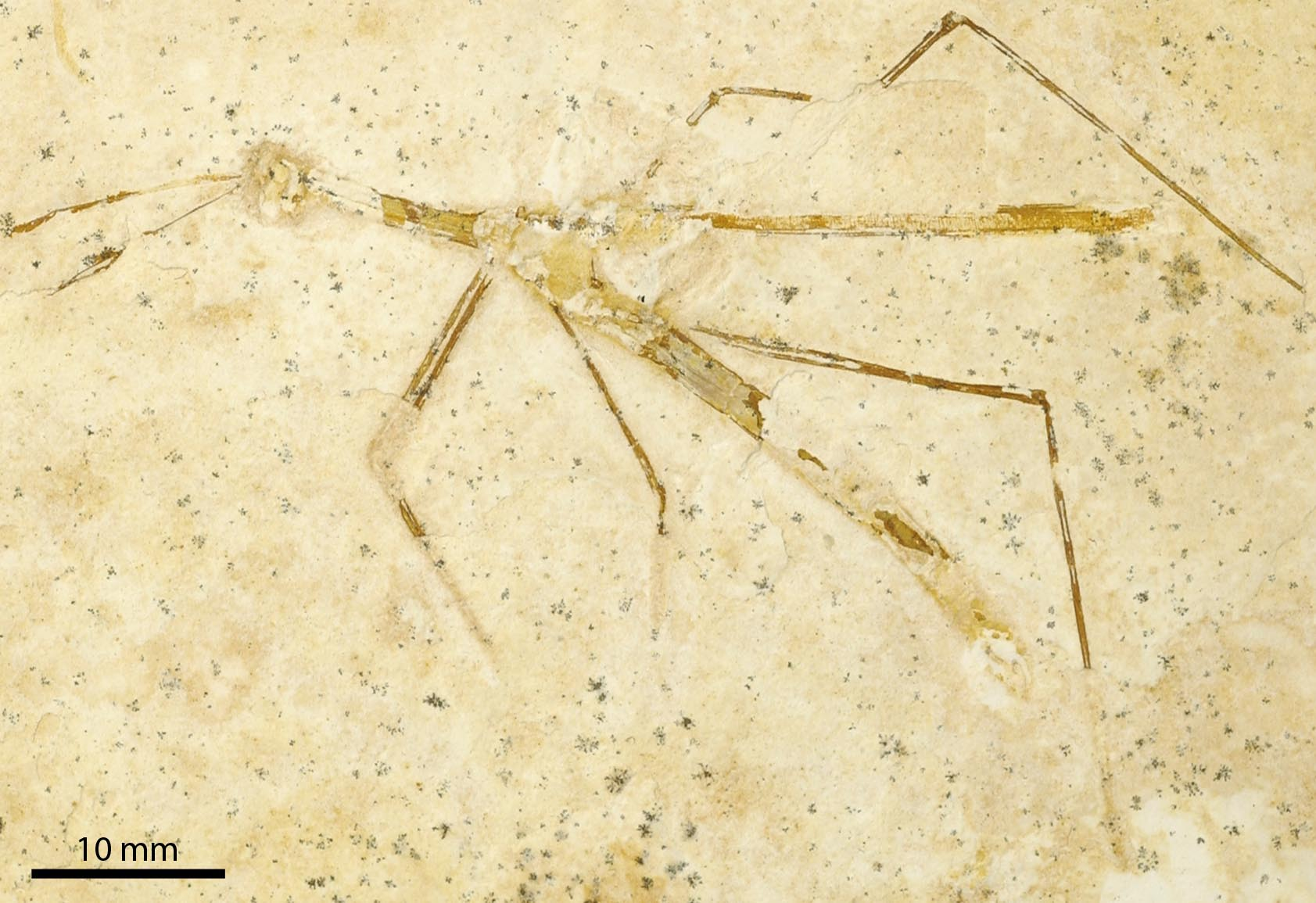
Fossiele sprinkhaan uit het Krijt, familie Proscopiidae.

        - Familie Acrididae (Veldsprinkhanen)
        - Familie Charilaidae
        - Familie Dericorythidae
        - Familie Lathiceridae
        - Familie Lentulidae
        - Familie Lithidiidae
        - Familie Ommexechidae
        - Familie Pamphagidae
        - Familie Pyrgacrididae
        - Familie Romaleidae
        - Familie Tristiridae

      - Superfamilie Eumastacoidea
        - Familie Chorotypidae
        - Familie Episactidae
        - Familie Eumastacidae
        - Familie Euschmidtiidae
        - Familie Mastacideidae
        - Familie Morabidae
        - Familie Proscopiidae
        - Familie Thericleidae

      - Superfamilie Pneumoroidea
        - Familie Pneumoridae

      - Superfamilie Pyrgomorphoidea
        - Familie Pyrgomorphidae

      - Superfamilie Tanaoceroidea
        - Familie Tanaoceridae

      - Superfamilie Trigonopterygoidea
        - Familie Trigonopterygidae
        - Familie Xyronotidae

      - Superfamilie Tetrigoidea
        - Familie Tetrigidae

  - Infraorde Tridactylidea
    - Superfamilie Tridactyloidea
      - Familie Cylindrachetidae
      - Familie Ripipterygidae
      - Familie Tridactylidae
- Onderorde Ensifera
  -     - Superfamilie Grylloidea
      - Familie Gryllidae (Krekels)
      - Familie Gryllotalpidae
      - Familie Mogoplistidae
      - Familie Myrmecophilidae

    - Superfamilie Hagloidea
      - Familie Prophalangopsidae

    - Superfamilie Rhaphidophoroidea
      - Familie Rhaphidophoridae

    - Superfamilie Schizodactyloidea
      - Familie Schizodactylidae

    - Superfamilie Stenopelmatoidea
      - Familie Anostostomatidae
      - Familie Cooloolidae
      - Familie Gryllacrididae
      - Familie Stenopelmatidae

    - Superfamilie Tettigonioidea
      - Familie Tettigoniidae (Sabelsprinkhanen)